# Il mio gioco preferito: parte seconda
Il mio gioco preferito: parte seconda è il quindicesimo album in studio del cantautore italiano Nek, pubblicato il 29 maggio 2020 dalla Warner Music Italy.

## Descrizione
L'album è la seconda parte de Il mio gioco preferito, pubblicato il 10 maggio 2019. Questo, rispetto al precedente, contiene dieci brani.

## Tracce
1. Perdonare – 3:58
2. Ssshh!!! – 3:08
3. Imperfetta così – 3:38
4. Una canzone senza nome – 3:19
5. E sarà bellissimo – 3:17
6. Amarsi piano – 3:15
7. Le montagne – 3:15
8. A mani nude – 3:10
9. Allora si – 3:25
10. E da qui (Family Version) – 4:14

## Classifiche
| Classifica (2020) | Posizione massima |
| ----------------- | ----------------- |
| Italia            | 3                 |
| Svizzera          | 25                |